# Colin Ridgway
Colin Ridgway, född 19 februari 1937, död 13 maj 1993, var en friidrottare från Australien. Han deltog vid olympiska sommarspelen 1956.